# Halla-hegy
A Halla-hegy (hangul Dél-Koreában 한라산, Észak-Koreában 한나산) pajzsvulkán a Csedzsu-sziget középső részén. A hegycsúcs 1950 méteres magasságával Dél-Korea legmagasabb pontja. A hegy és környéke a Halla-hegy Nemzeti Park része.
A kialudt tűzhányó tetején lévő kráterben egy tó, a Baeknok-tó foglal helyet. Megannyi lankás található körülötte, melyek vulkanikus tevékenység következtében alakultak ki. Sok vízesés és különböző sziklaalakzatok is találhatóak itt. A hegyet körülvevő mintegy 360 úgynevezett parazitavulkán (illetve csúcs) alkotta táj 1970 óta védett terület és egyben értékes kutatási hely is. Több jól járható ösvény és túra útvonal teszi bejárhatóvá a területet. 

A Halla-hegy krátere

Csedzsu-szigetét a biológiai sokféleség jellemzi. A sziget a szubtrópusi égövbe tartozik, és ezért kifejezetten csapadékos vidék. A szubtrópusi növényfajok sokasága mellett a sziget magas csúcsa otthont ad megannyi alpesi növényfajnak is. Az alacsonyabb magasságokban a számos őshonos és veszélyeztetett növény- és állatfaj a jellemző. Kétségtelen, a Halla-hegy egy ökológiai kincs a mintegy 1800 növény-, 1200 állat- és 3300 rovarfajjal. 